# Dzembonea, Verhovîna
Dzembonea (în ucraineană Дземброня; înainte de 2009, Beresteciko, în ucraineană Берестечко) este un sat în comuna Bîstreț din raionul Verhovîna, regiunea Ivano-Frankivsk, Ucraina.

## Demografie
Componența lingvistică a localității Dzembonea
     Ucraineană (99,59%)
     Alte limbi (0,41%)
Conform recensământului din 2001, majoritatea populației localității Dzembonea era vorbitoare de ucraineană (99,59%), existând în minoritate și vorbitori de alte limbi.